# Моффа, Марина
Марина Моффа (англ. Marina Moffa; по мужу Пирс (англ. Pearce); а впоследствии Вуд (англ. Wood); род. 17 апреля 1964 года в Аделаиде, Южная Австралия, Австралия) — австралийская профессиональная баскетболистка, которая выступала в женской национальной баскетбольной лиге (ЖНБЛ). Четырёхкратная чемпионка женской НБЛ в составе двух разных команд (1990, 1994—1996). Играла на позиции центровой.
В составе национальной сборной Австралии принимала участие в Олимпийских играх 1984 года в Лос-Анджелесе и Олимпийских играх 1988 года в Сеуле, а также на чемпионате мира 1990 года в Малайзии.

## Ранние годы
Марина Моффа родилась 17 апреля 1964 года в городе Аделаида (штат Южная Австралия).